# Aphaena imperatoria
Aphaena imperatoria är en insektsart som beskrevs av Gerstaecker 1895. Aphaena imperatoria ingår i släktet Aphaena och familjen lyktstritar. Inga underarter finns listade i Catalogue of Life.